# Ernyey Béla
Ernyey Béla István (Budapest, 1942. június 10. –) magyar színész és író (osztrák állampolgár is). (Eredeti nevén Ernyey Aczél Béla. Főiskolás korában hagyta el az Aczél nevet, mert nem akarta, hogy Aczél György kommunista politikussal kapcsolatba hozzák.) Neve gyakran Ernyei Béla írásmóddal szerepel az interneten és a magyarországi médiában. Külföldön általában Bela Erny néven szerepel. A televízióban nemcsak színészi, hanem műsorvezetői feladatokra is felkérik. Mind Magyarországon, mind külföldön jelentek meg kis- és nagylemezei.

## Pályafutása
A Toldy Ferenc Gimnáziumban négy évig Antall József későbbi miniszterelnök tanítványa volt. (Az 1956-os forradalom első évfordulóján Antall vezetésével három diáktársával elvagdalták az iskolarádió vezetékeit, miután a rádióból, mint Ernyey emlékezett, csupa „harsány csasztuska” szólt. Mindannyiukat felfüggesztették három hónapra, de visszatérhettek, mert nem volt bizonyítható, hogy ők voltak, és ezután Antall megengedte nekik, hogy tegezzék.)
Ernyey Béla 1965-ben fejezte be színi tanulmányait a Színház és Filmművészeti Főiskolán. Diplomája megszerzését követően a győri Kisfaludy Színházhoz szerződött. 1966-ban lett a budapesti Vígszínház tagja, ahol klasszikus és modern szerepeket egyaránt játszott, például Párist a Ruttkai–Latinovits-féle Rómeó és Júliában, Ádámot Thurzó Gábor Hátsó ajtójában, Tom Fennelt Somerset Maugham Színház című darabjában, Essex grófját Bruckner Angliai Erzsébetében, az asszonygyilkos Rudi Böhmöt az Egy asszonygyilkos vallomásában, Ádámot a Játék a kastélyban című Molnár Ferenc-műben, Döncit az Adáshibá-ban és Alfrédot Ödön von Horváth Mesél a bécsi erdő című népszínművében. Ő játszotta a Tanút és énekelte lemezre az 1973-ban bemutatott Popfesztivál leghíresebb dalát, a „Valaki mondja meg”-et is. 1974-ben a bécsi Theater an der Wienhez szerződött. Itt szerepelt a Bob Fosse által rendezett Pippin, a Christian Wölffer nevéhez fűződő Gigi és a Patrick Garland által színre vitt Billy című darabokban. A Gigiben Gastont játszotta – ezt az alakítását a müncheni Theater am Gärtnerplatz nézői is láthatták –, a másik kettőben a címszereplő volt. A bécsi Theater in der Josefstadtban Davidot alakította a Derék betörők című darabban, melyet Hans Jaray rendezett. Münchenben a már említett Gigi mellett a Kiss Me Kate című darabban Lucentiót játszotta, az Annie Get Your Gun címűben pedig Franket. (Az előbbit Kurt Pscherer, az utóbbit W. Bauernfeind rendezte.)
Ernyey 1964-ben, még főiskolásként kezdett filmezni. Országos népszerűségét a Princ, a katona című tévésorozat címszerepének köszönheti, amely egy leleményes-dörzsölt fiatalember katonaéletét mutatja be. Főszerepet játszott Makk Károly magyar–román koprodukcióban készült vígjátékában, a Bolondos vakációban (1968), és még ugyanabban az évben Tordai Teri partnere volt a Frau Wirtin hat auch einen Grafen című kosztümös-pikáns koprodukciós filmben, mely a Tordai nevével fémjelzett, a német nyelvterületen akkoriban igen népszerű Susanne-sorozat részeként készült. 1972-ben szerepelt a Nápolyt látni és… című vígjátékban, amelyben egy jóképű üzletkötőt formált meg. Rendező: Bácskai Lauró István, további szereplők: Váradi Hédi, Bujtor István, Páger Antal és Halász Judit. Révész György rendezésében készült a Volt egyszer egy család (1972) című burleszk jellegű vígjáték, amelynek főszereplője visszaemlékezik gyermekkorára, amikor szülei elhatározták, hogy a család a Tanácsköztársaságot követő fehérterror elől Bécsbe menekül. Eredetileg tévéfilmnek készült, de mozikban is sikerrel játszották a Bob herceg (1973) című zenés filmet, Keleti Márton alkotását, melyben Ernyey egy hadnagy szerepét alakította. Szerepelt Várkonyi Zoltán abban az évben született rendhagyó krimijében, az Ártatlan gyilkosokban is, amely két egyetemista fiú és egy híres rendező bűnügybe torkolló kapcsolatát meséli el.
Ernyey legális külföldre való távozása után is szerepelt olykor egy-egy magyar filmben. Ő volt például az apuka Palásthy György A szeleburdi család (1981) című gyerekfilmjében, három évvel később pedig ugyancsak Palásthy irányítása alatt Bóni grófjának szerepét játszotta Az élet muzsikája című zenés filmben, mely Kálmán Imre életét dolgozta fel. A Tündér Lala című magyar tévéfilmben Amalfi kapitány szerepében láthatta őt a közönség.
Külföldi filmjei közül elsősorban a Rosemarie lánya című Rolf Thiele produkció érdemel említést, amelyben Ernyey a férfi főszerepet játszotta, és amit a híresen társadalomkritikus német rendező Thiele a Das Mädchen Rosemarie című filmje oknyomozó folytatásának szánt. További filmszerepei közül is kiemelkedik a Csak egy gigolo (1978) című dráma. A rendezői székben ugyanis a világhírű színész, David Hemmings ült, a főszerepet az extravagáns popsztár, David Bowie játszotta, a hölgyeket pedig olyan jó nevű színésznők, mint Sydne Rome, Kim Novak, Maria Schell és mindenekelőtt a legendás Marlene Dietrich, akinek ez volt az utolsó filmszerepe. A német nyelvterületen különösen elismert magyar rendező, Szabó István a Bali (1984) című filmjében adott szerepet Ernyeynek. A címbéli csodálatos szigeten játszódó alkotás a nyugatnémet ZDF televízió megrendelésére készült. Testhezálló szerep volt Ernyey számára a Hunyady Sándor műve alapján forgatott Az aranyifjú (1986) című tévéfilm címszerepe. Egyben ez lett Ernyey első nemzetközi koproduceri munkája is. A női főszerepet Britt Ekland alakította, és fontos szerepet játszottak még a filmben David McCallum brit, valamint Heidi Bohay és Zack Norman amerikai színészek is. Az 1980-as évek második felétől Ernyey elsősorban a német, osztrák és magyar televíziók számára dolgozott: külföldön egy-egy aktuális sorozathoz hívták meg, Magyarországon pedig az RTL Klub Első generáció című sorozatában, valamint különböző show-műsorokban látható, hol mint színész, talkshow-házigazda, hol mint vendég. Több, Németországban játszott sorozatszerepében (Csupa-csupa élet, A nagykövet asszony, Charly, majom a családban stb.) a TV2 jóvoltából a magyar tévéközönség is láthatta. 1987-ben Az álmok veszélyes dolgok címmel megírta önéletrajzát, mely 150 000 példányban kelt el, és később német nyelven is megjelent.

## Magánélet
Édesanyja Ernyey Éva tolmács volt, aki hozzáment egy Bécsben élő svéd üzletemberhez. Jól beszélt németül, így alakult ki bécsi színházi kapcsolata. Ernyey Béla keresztanyja Bulla Elma volt.
A színész egy német film forgatásán, még az 1970-es években ismerkedett meg Heidi Brühl (1942–1991) színész-énekesnővel, akivel néhány évig együtt élt. Ernyey első felesége egy táncosnő volt, akinek tőle még Magyarországon született a lánya, Ernyey Adrienne, aki kisgyerekkorától már Bécsben él, és tőle született egy unokája, Caroline. Második feleségét, Szűr Mari színésznőt 1981. október 30-án vette feleségül. Harmadszorra 2009. június 13-án Kalocsán házasodott össze a nála 38 évvel fiatalabb dr. Balaton Dóra jogásznővel.

## Díjai
- Legnépszerűbb fiatal színész (Budapest)
- Popfesztivál (1 aranylemez és 1 platinalemez, Budapest)
- Az év sztárja (német musicaldíj, München)
- Az ideális férfi (közönségdíj, Budapest)
- Aranypillangó (filmes életműdíj, Budapest)
- Az Európai Kultúrműhely tiszteletbeli tagja (2015)

## Színházi munkái
- 9 évad Vígszínház, klasszikus és modern szerepek, 1 musical („Popfesztivál”)
- 3 évad Theater an der Wien, Ausztria, 3 musical
- „Pippin”, Pippin, rendezte Bob Fosse
- „Gigi”, Gaston, rendezte Christian Wölffer
- „Billy”, Billy, rendezte Patrick Garland
- 1 évad Theater in der Josefstadt, Bécs, Ausztria
- „Derék betörők”, David, rendezte Hans Jaray
- 11 évad Theater am Gärtnerplatz, München, Németország
- „Gigi”, Gaston, rendezte Christian Wölffer
- „Annie Get Your Gun”, Frank, rendezte W. Bauernfeind
- „Kiss Me Kate”, Lucentio, rendezte Kurt Pscherrer

## Ismertebb filmjei
- 1964 Világos feladja
- 1964 Ha egyszer húsz év múlva
- 1965 Patyolat akció
- 1965 Butaságom története (nem szerepel a stáblistán)
- 1966 Egy magyar nábob
- 1966–1967 Princ, a katona (tévésorozat)
- 1968 Bors (tévésorozat, a Camarada Matteo című epizódban)
- 1968 Lássátok feleim
- 1968 Bolondos vakáció
- 1968 Frau Wirtin hat auch einen Grafen
- 1970 Szép magyar komédia
- 1972 Nápolyt látni és…
- 1972 Volt egyszer egy család
- 1973 Mein Onkel Benjamin (tévéfilm)
- 1973 Bob herceg
- 1973 Ártatlan gyilkosok
- 1974 Aranyborjú (tévéfilm)
- 1976 Rosemaries Tochter
- 1977 Nel silenzio della notte (tévéfilm)
- 1977 Bezauberndes Fräulein (tévéfilm)
- 1978 Die Traumfrau (tévéfilm)
- 1978 Csak egy gigolo / Dzsigoló (Schöner Gigolo, armer Gigolo)
- 1981 A szeleburdi család
- 1984 Az élet muzsikája – Kálmán Imre
- 1984 Bali
- 1985 Marie Ward – Zwischen Galgen und Glorie
- 1986 Az aranyifjú (tévéfilm)
- 1986 Detektivbüro Roth (tévésorozat, a Der falsche Neffe című epizódban)
- 1986 Irgendwie und sowieso (tévésorozat, a Manhattan és a Rallye című epizódokban)
- 1987 Szépleányok (dokumentumfilm)
- 1990 Roda Roda (tévésorozat)
- 1991 Tetthely (Tatort) (tévésorozat, az Állatok című epizódban)
- 1992 The Mixer (tévésorozat, a The Mixer and the Distressed Diane és a The Mixer and the Grand Scam című epizódokban)
- 1993 Freunde fürs Leben (tévésorozat, a Waisenkind című epizódban)
- 1994 Ein unvergeßliches Wochenende (tévésorozat, az In Südfrankreich című epizódban)
- 1994 Die Stadtindianer (tévésorozat)
- 1995 Jede Menge Leben (tévésorozat)
- 1997 Rosamunde Pilcher (tévésorozat, a Die zweite Chance című epizódban)
- 1999 La vita in briciole (tévéfilm)
- 2000 Charly – Majom a családban (Unser Charly) (tévésorozat, a Charly schließt Freundschaft, a Masse statt Klasse és a Der Rosenkavalier című epizódokban)
- 2001 A rendőrség száma 110 (Polizeiruf 110) (tévésorozat, a Seestück mit Mädchen című epizódban)
- 2001 Első generáció (tévésorozat)
- 2003 Edel & Starck (tévésorozat, a Seitensprung am Weidezaun című epizódban)
- 2004 Der Ferienarzt (tévésorozat, az …am Gardasee című epizódban)
- 2005 Dunai zsaruk (SOKO Donau) (tévésorozat, a Planspiele című epizódban)
- 2022 Keresztanyu (tévésorozat)

## Tévéműsorai
Összesen 131 TV-filmben, -játékban és -showban szerepelt, többek között:
- Princ, a katona (rendezte Fejér Tamás; MTV, Budapest)
- Tündér Lala (rendezte Katkics Ilona; MTV, Budapest)
- Maszk nélkül (MTV, Budapest)
- Tatort (Tetthely) (ORF-ZDF)
- Keresztanyu (2022)

### Saját TV-Show
- Karoussel (ORF–ZDF, Bécs–Mainz)
- Sztárleltár (MTV, Budapest)
- Hölgyválasz (MTV, Budapest)

## Könyvei
- Az álmok veszélyes dolgok... (Önéletrajz. Budapest, 1987, Iris Kiadó)
- Träume sind gefährlich (Önéletrajz. München, 1999, Herbig Verlag)
- Hölgyválaszaim avagy Akasztják a hóhért? (Interjúkötet. Budapest, 2002, Bestline Kiadó)
- Curva pericolosa (Regény. Budapest, 2003, Magyar Könyvklub)
- Sznobbarométer. Praktikus kézikönyv feltörekvők számára (Pamflet. Budapest, 2004, Magyar Könyvklub)
- Tapadós tangó (Regény. Budapest, 2006, Athenaeum 2000 Könyvkiadói Kft.)
- A p@si. Oknyomozó regény (Budapest, 2008, I. A. T. Kiadói és Kereskedelmi Kft.)
- Ünnepek és hétköznapok (szakácskönyv, szerzőtárs: Balaton Dóra, 2011, Boook Kiadó Kft.)
- Zoknihossz; Kossuth, Budapest, 2017
- Céltábla Nő; Álomgyár Kiadó, 2020
- Fiókmustra; Kossuth Kiadó, 2023